# Pontífice máximo

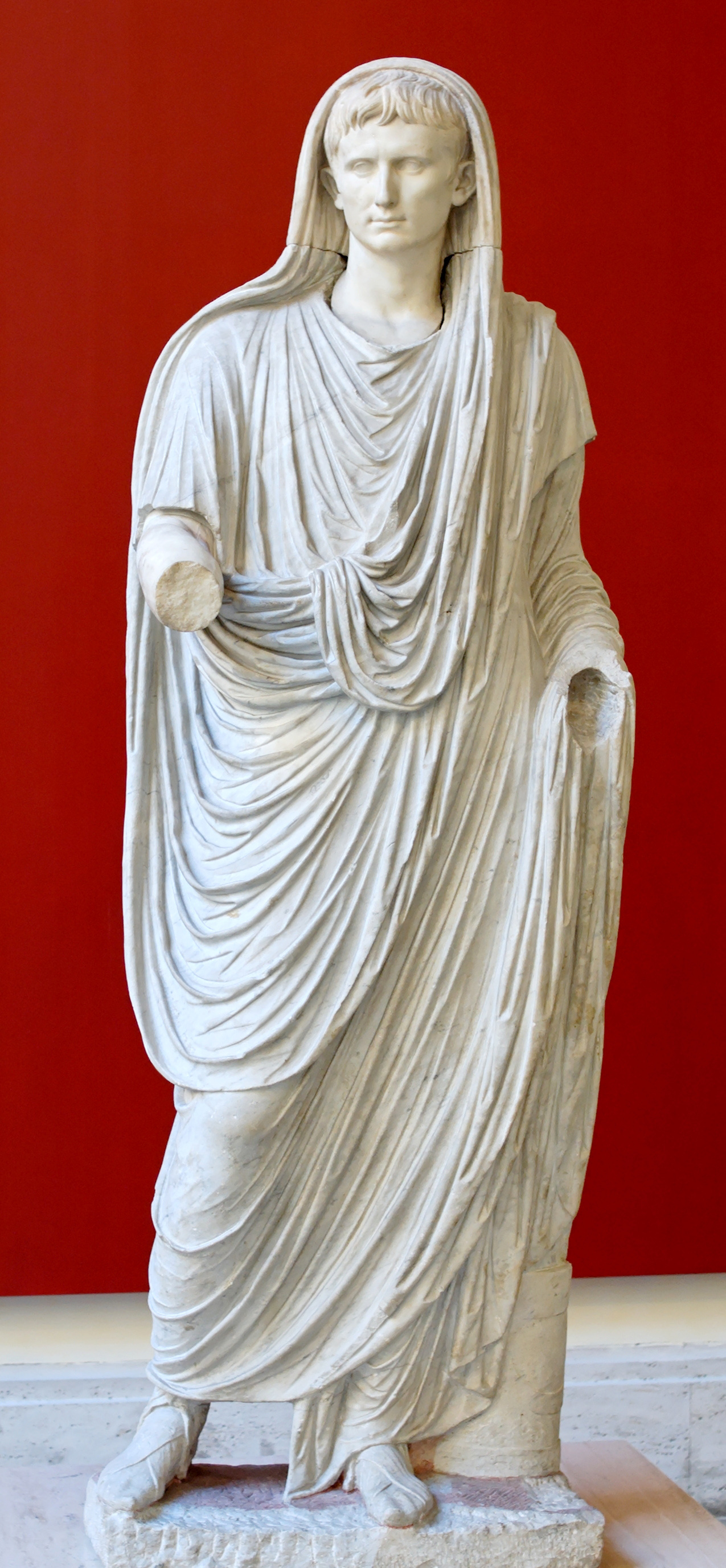
El emperador Augusto con las vestimentas de pontifex maximus. (Augusto de via Labicana)

Pontífice máximo (en latín: pontifex maximus, lit. 'supremo pontífice') fue el título que se otorgaba en la Antigua Roma al sumo sacerdote del colegio de pontífices (collegium pontificum) y era el cargo más honorable en la antigua religión romana. Inicialmente solo podían aspirar los patricios, hasta el 254 a. C., cuando un plebeyo logró hacerse con el título. Si bien era de hecho el oficio más poderoso en el sacerdocio romano, el pontifex maximus estaba oficialmente en el quinto lugar en la jerarquía de sacerdotes romanos (ordo sacerdotum), por detrás del rex sacrorum y de los flamines mayores (flamen dialis, flamen martialis y flamen quirinalis).
En los inicios de la República romana el título tenía influencia meramente religiosa, pero fue ganando poder en el ámbito político hasta la época de Augusto, cuando el emperador decidió que el cargo fuera absorbido en el de emperador, en el periodo imperial romano. El título fue usado por los emperadores romanos hasta bien entrada la Antigüedad tardía, incluyendo a Graciano el Joven, quien decidió omitirlo como parte de su título imperial, reemplazándolo por el de pontifex inclytus («honorable pontífice»), un ejemplo seguido por el coemperador más joven de Graciano, Teodosio el Grande, y que fue usado por los emperadores en adelante, incluyendo a los co-augustos Valentiniano III y Marciano, así como al augusto Anastasio I. 
La palabra pontifex y su derivado «pontífice» se convirtieron en términos usados para obispos cristianos, entre ellos el Obispo de Roma, y el título de pontifex maximus fue asumido en la Iglesia católica por el papa, como su obispo supremo y aparece en edificios, monumentos y monedas de papas del Renacimiento y de la época moderna. La lista oficial de títulos papales en el Annuario Pontificio incluye el de «sumo pontífice» (en latín: summus pontifex) como el cuarto, siendo el primero el de «obispo de Roma».

## Etimología
El término «pontifex» significa literalmente «constructor de puentes» (pons + facere); «maximus» significa literalmente «el mayor». Esto podría significar «constructor de puentes entre los dioses y los hombres», aunque tal vez fuera entendido en sentido literal, pues el cargo de constructor de puentes era muy importante en Roma, donde los mayores puentes se encontraban sobre el Tíber, el río sagrado (y al mismo tiempo una deidad); solamente las mayores autoridades, con funciones sacras, eran autorizadas a molestarlo con añadidos mecánicos. Otra versión (Marcel Mauss) era que el puente suponía romper el orden natural (ordo rerum), pues se cruzaba un río a pie enjuto, en vez de mojarse, para lo que hacía falta un sacerdote que aplacase la ira de los dioses. Además, el término también se podía entender en su sentido simbólico: los pontífices eran los que establecían un puente entre los dioses y los humanos (Van Haeperen). También ha sido señalado que en la antigua India se utilizaban conceptos similares en la misma época, idealizando la cuestión de ríos y puentes. Fue propuesto que la expresión es una corrupción de una palabra etrusca para «sacerdote», con sonoridad similar, aunque etimológicamente no relacionada, pero esta teoría cuenta con apoyo minoritario.

## Orígenes
El colegio de pontífices era el más importante cargo de sacerdocio de la Antigua Roma. La fundación de este colegio sagrado es atribuida al segundo rey de Roma, Numa Pompilio, con el objetivo de servir como ente consejero del rey en todo lo concerniente a la religión.
El colegio era dirigido por el pontífice máximo y todos los pontífices ejercían su cargo de por vida. Antes de la fundación de la institución, todas las funciones administrativas y religiosas así como el poder eran ejercidos por el rey. Se conoce muy poco de este periodo de Roma, ya que las fuentes históricas más relevantes están perdidas y muchos de los eventos están considerados legendarios o míticos. La mayoría de los registros fueron destruidos cuando fue saqueada por los galos en el 390 a. C., Conocemos de estos sucesos por fragmentos de escritos que fueron producidos durante la República.

## Desarrollo durante la República
En la República romana el pontífice máximo era el mayor cargo en la religión romana, que se caracterizó por ser cercana al Estado. Era el de mayor importancia entre los pontífices y se encargaba de dirigir el colegio de pontífices.
Según Tito Livio, después de la caída de la monarquía, los romanos también crearon el sacerdocio del rex sacrorum (rey de los ritos sagrados), para llevar a cabo las tareas religiosas, rituales y sacrificios previamente encargados al rey. A la persona que ejercía este cargo le era sin embargo prohibido el asumir cualquier cargo político o asiento en el Senado, como una precaución para no convertirle en tirano. El rex sacrorum fue después subordinado por los fundadores de la República romana al pontífice máximo como una garantía contra la tiranía. Otros miembros de este sacerdocio incluían a los flamines (sacerdotes muy especiales, vinculados a Júpiter, Marte y Quirino, en principio) y las vírgenes vestales. Durante la República temprana, el pontífice máximo elegía a los miembros de estos grupos.
Existían además muchos otros cargos religiosos, incluyendo los augures y los arúspices (dos rituales originalmente etruscos para conocer la voluntad de los dioses).
La residencia oficial del pontífice máximo era la domus publica, que se encontraba entre la casa de las vírgenes vestales y la vía Sacra.
A pesar de que el pontífice máximo era también un magistrado, no se le permitía utilizar la toga praetexta (toga con el borde púrpura), sin embargo podía ser reconocido por el cuchillo de hierro (secespita) o la patera y su toga distintiva, cuyo manto le cubría la cabeza.
El pontífice no era simplemente un sacerdote, tenía autoridad política y religiosa. No es claro cuál de las dos era la de mayor importancia. En la práctica, particularmente durante la República tardía, el cargo de pontífice máximo era ejercido generalmente por un miembro de una familia políticamente importante. Era una posición de gran prestigio para quien la ostentaba; así Julio César se convirtió en flamen dialis en el 87 a. C. y pontífice máximo en el 63 a. C. El cargo no era un trabajo de tiempo completo y no impedía al portador ejercer alguna otra profesión civil o militar.

## Elección y número de pontífices
El número de pontífices, elegidos de por vida por cooptación, era en un principio cinco, incluyendo el pontífice máximo. En un principio, los pontífices sólo podían venir de la vieja nobleza, los patricios. Sin embargo, en el 300 o 299 a. C. la lex Ogulnia abrió el cargo a los plebeyos, así parte del prestigio de dicho título fue perdido. Pero no fue hasta el 254 a. C. que Tiberio Coruncanio se convirtió en el primer plebeyo en ejercer el cargo de pontífice máximo. La lex Ogulnia también incrementó el número de pontífices a nueve, incluido el pontífice máximo.
En 104 a. C. la lex Domitia estableció que la elección de los pontífices sería llevada a cabo por los comitia tributa y que solo diecisiete de las treinta y cinco tribus tenían derecho a votar. Esta ley fue abolida por Sila en el 81 mediante la lex Cornelia de sacerdotiis que restauró el derecho de cooptación a los grandes colegios de sacerdocio. También durante el gobierno de Sila se elevó el número de pontífices hasta quince.
En el 63 a. C., cuando Julio César era pontífice máximo la ley de Sila fue abolida, instaurando una forma modificada de la lex Domitia, reinstalando la elección por comitia tributa. Sin embargo, Marco Antonio restauró después el derecho a cooptación. También con Julio César, el número de pontífices se incrementó a dieciséis. El número de pontífices varió durante el Imperio, pero se cree que regularmente fueron quince.

## Pontífices máximos
A continuación se listan los pontífices máximos conocidos y las fechas en las que estaban en el cargo.
- Cayo Papirio, 509 a. C.
- Tiberio Coruncanio, 254 a. C.
- Lucio Cecilio Metelo, 241 a. C.
- Lucio Cornelio Léntulo Caudino, 221 a. C.
- Publio Licinio Craso Dives, 212 a. C.
- Cayo Servilio Gémino, 183 a. C.
- Marco Emilio Lépido, 180 a. C.
- Publio Cornelio Escipión Nasica Córculo, 150 a. C.
- Publio Cornelio Escipión Nasica Serapión, 141 a. C.
- Publio Licinio Craso Dives Muciano, 132 a. C.
- Publio Mucio Escévola, 130 a. C.
- Lucio Cecilio Metelo Dalmático, 115 a. C.
- Cneo Domicio Enobarbo, 103 a. C.
- Quinto Mucio Escévola, 89 a. C.
- Quinto Cecilio Metelo Pío, 81 a. C.
- Julio César, 63 a. C.
- Lépido, 44 a. C.

Tras la muerte de Lépido, todos los emperadores hasta Graciano fueron pontífices máximos; este último reemplazó el adjetivo maximus por el de inclytus, es decir, Pontífice honorario. Los emperadores a partir de él utilizarían ambas versiones.